# تیم ملی بسکتبال نیجریه
تیم ملی بسکتبال نیجریه،نماینده کشور نیجریه در مسابقات بین‌المللی بسکتبال است.

## تاریخچه
تاریخچه بسکتبال در نیجریه به اواخر دهه ۵۰ میلادی برمی گردد ، زمانی که ولید زابادن به عنوان نخستین مربی بسکتبال برای آموزش به  نیجریه آمد فعالیت می کرد. در آن زمان ، تنها زمین بسکتبال نیجریه در کلوپ سوریه قرار داشت. ولید زابادن به آموزش جوانان نیجریه برای تبدیل شدن به بسکتبال ادامه داد و وقتی فدراسیون بسکتبال نیجریه تشکیل شد ، وی آنها را به چندین مسابقه بسکتبال در سراسر آفریقا برد. با توجه به نقش وی به عنوان پیشگام بسکتبال در نیجریه ، ولید زابادن به عنوان "پدر بسکتبال نیجریه" شناخته شده است. همچنین شایان ذکر است که بعداً زابادن به عنوان رئیس فدراسیون بسکتبال نیجریه انتخاب شد.تیم ملی بسکتبال نیجریه در سال ۱۹۶۴به فیبا پیوست. به تازگی ، این تیم به دلیل افزایش استعدادهای زیاد از نیجریه و همچنین استخدام سازمان یافته دانشگاه های آمریکایی و بازیکنان حرفه ای تبار نیجریه ، از موفقیت برخوردار شده است. تیمی تحت سلطه نیجریه آمریکایی برای حضور در جام جهانی ۲۰۰۶  واجد شرایط شد و برای  دومین بار در تاریخ این کشور مشخص شد که آنها در جام جهانی واجد شرایط شدند.هشت بازیکن در تیمی که نماینده نیجریه در مسابقات قهرمانی آفریقا ۲۰۰۹ بودند در ایالات متحده به دنیا آمدند. نیجریه همچنین به المپیک تابستانی ۲۰۱۲ صعود کرد.